# 5744 Yorimasa
Az 5744 Yorimasa (ideiglenes jelöléssel 1990 XP) a Naprendszer kisbolygóövében található aszteroida. Natori Akira és Urata Takesi fedezte fel 1990. december 14-én.